# Hydrelia lineata
Hydrelia lineata är en fjärilsart som beskrevs av W. Warren 1893. Hydrelia lineata ingår i släktet Hydrelia och familjen mätare. Inga underarter finns listade i Catalogue of Life.